# Селред (король Эссекса)
Селред (англ. Saelred) — король Эссекса (709—746).
Отец Селреда, Сигерик Сигарединг, был внуком Сигиберта. В 709 году Селред стал королём Эссекса и правил единолично до 715 года, когда у него появился соправитель Свефберт. В 738 году Свефберт умер, а в 746 году на Эссекс напала Мерсия. Селред был убит и Эссекс стал вассалом Мерсии.